# Jerzy Geresz
Jerzy Geresz (ur. 24 września 1948 w Kobylanach koło Łosic, zm. 30 sierpnia 2020 w Białej Podlaskiej) – polski nauczyciel, działacz opozycji w PRL.

## Edukacja
Jerzy Geresz ukończył liceum ogólnokształcące w Łosicach. W latach 1965–1985 studiował fizykę i matematykę na Uniwersytecie Warszawskim oraz matematykę na Uniwersytecie Wrocławskim.
Interesował się matematyczną teorią katastrof. W 1980 roku opublikował skrypt Zarys podstawowych idei teorii Thoma. Przetłumaczył również i opublikował ważny artykuł René Thoma Ku odrodzeniu filozofii przyrody.

## Działalność opozycyjna w PRL
Ósmego marca 1968 roku uczestniczył w strajku na Uniwersytecie Warszawskim.
W 1976 roku zaangażował się w akcję pomocy represjonowanym robotnikom Ursusa, był obserwatorem pierwszego procesu ursuskiego. W latach 1976–1977 przepisywał Komunikaty KOR. Był jednym z sygnatariuszy listu do Sejmu w obronie represjonowanych studentów. W maju 1977 roku uczestniczył w tzw. Czarnym Marszu w Krakowie po śmierci Stanisława Pyjasa. W 1977 roku był współpracownikiem warszawskiego SKS.  W dniach 24–31 maja 1977 roku, będąc wtedy studentem IV roku Wydziału Fizyki UW i/albo studentem Wydziału Matematyki UW, uczestniczył w głodówce działaczy opozycyjnych w kościele św. Marcina w Warszawie w obronie represjonowanych robotników z Radomia i Ursusa i więzionych członków KOR. W okresie 1977–1980 był współpracownikiem Biura Interwencyjnego KOR, następnie KSS „KOR”, kilkanaście razy zatrzymywany na 48 godzin na terenie całego kraju, 18 sierpnia 1979 roku skazany przez Kolegium ds. Wykroczeń w Katowicach na karę grzywny z natychmiastową zamianą na 60 dni aresztu. Jesienią 1979 roku zbierał podpisy (z Maciejem Rayzacherem) ws. dostępu Kościoła do środków masowego przekazu. W latach 1979–1980 był drukarzem Wydawnictwa NOWA, drukował m.in. Biuletyn Informacyjny KSS „KOR” i Placówkę.
W okresie od listopada 1980 roku do 12 maja 1981 roku był konsultantem ds. związków rolników przy MKZ „Solidarności” Regionu Mazowsze. W czasie zatrzymania 13 grudnia 1981 roku został pobity (był również bity wielokrotnie w czasie wcześniejszych zatrzymań). Od 13 grudnia 1981 roku do 8 stycznia 1982 roku internowany w Ośrodku Odosobnienia w Białej Podlaskiej, następnie we Włodawie. 13 lutego podjął głodówkę protestacyjną, która trwała 12 dni, została przerwana w wyniku umieszczenia go w izolatce pozbawionej ogrzewania. 24 marca 1982 roku został aresztowany i oskarżony o napaść na funkcjonariusza MO i zdemolowanie samochodu milicyjnego, został przewieziony z ośrodka we Włodawie i 27 marca 1982 roku osadzony w Zakładzie Karnym w Chełmie, z przerwą na obserwację psychiatryczną w Abramowicach koło Lublina; 13 maja 1983 roku został skazany na 1,5 roku więzienia. 
Od 1986 roku mieszkał w Kobylanach.
Był autorem wspomnień z okresu po 13 grudnia 1981 roku:
- Stan wojenny i ja, Agencja Informacyjna Solidarności Walczącej, Warszawa, Lublin, Wrocław, 1983
- Relacja, w: Andrzej Szański (red.), Polityczni. Więźniowie polityczni w Polsce lat 1981–1986, s. 17–41, Wydawnictwo Przedświt, Warszawa, 1986
- Zaczęło się od happeningu, Wydawnictwo Metrum, Siedlce, 1988.

## Po 1989 roku
W latach 1992–1993 był nauczycielem w Szkole Podstawowej w Kobylanach, następnie bez zatrudnienia.
Ostatnie dni życia przeżył w hospicjum pod Białą Podlaską. Jego pogrzeb odbył się 3 września 2020 roku w Huszlewie. W uroczystości uczestniczył m.in. Antoni Macierewicz, a na grobie złożono wieńce od prezydenta Andrzeja Dudy i premiera Mateusza Morawieckiego.

## Order i odznaczenia
- Krzyż Oficerski Orderu Odrodzenia Polski (2006) – za wybitne zasługi dla niepodległości Rzeczypospolitej Polskiej, za działalność na rzecz przemian demokratycznych w kraju[16]
- Honorowe Odznaczenie Towarzystwa Przyjaciół Ziemi Łosickiej „Zasłużony Dla Ziemi Łosickiej” (2007)[17].